# Судија Дред (филм)
Судија Дред (енгл. Judge Dredd) је научнофантастични филм из 1995. снимљен по истоименом стрипу. Режисер филма је Дени Канон, а у главним улогама су: Силвестер Сталоне, Арманд Асанте, Роб Шнајдер и Дајана Лејн.

## Радња
22. век у будућности, Америка је озрачена пустош, на простору између Бостона и Вашингтона се простире Мегаград под називом Ṃеgа City Оnе. Судија Дред је полицајац беспоштедно предан одржавању реда и закона. Оно што Дред не може ни да претпостави јесте један злочинац и корумпирани судија кују заверу да преузму град. План им је да га оптуже за убиство јер им на тај начин неће представљати сметњу.

## Улоге
| Глумац            | Улога                    |
| ----------------- | ------------------------ |
| Силвестер Сталоне | судија Џозеф Дред        |
| Дајана Лејн       | судија Херши             |
| Арманд Асанте     | Рико Дред                |
| Роб Шнајдер       | Херман Фергусон          |
| Јирген Прохнов    | судија Грифин            |
| Макс фон Сидоу    | врховни судија Фарго     |
| Џоун Чен          | Илса Хејден              |
| Џоана Мајлс       | судија Евелин Макгрудер  |
| Балтазар Гети     | Олмајер                  |
| Морис Ривс        | чувар Милер              |
| Ијан Дјури        | Гајгер                   |
| Кристофер Адамсон | Зла Машина               |
| Јуан Бремнер      | млади Ејнџел             |
| Питер Маринкер    | судија Еспозито          |
| Ангус Макинис     | судија Силвер            |
| Луиза Деламир     | судија                   |
| Фил Смитон        | Линк Ејнџел              |
| Стив Тусен        | вођа одреда ловаца       |
| Бредли Лавел      | главни судија ловац      |
| Мичел Рајан       | Вартис Хамонд, новинар   |
| Џејмс Ремар       | главни бандит из блокова |
| Џејмс Ерл Џоунс   | наратор                  |

## Зарада
- Зарада у САД - 34.693.481$
- Зарада у иностранству - 78.800.000$
- Зарада у свету - 113.493.481$